# Rudolf Diels

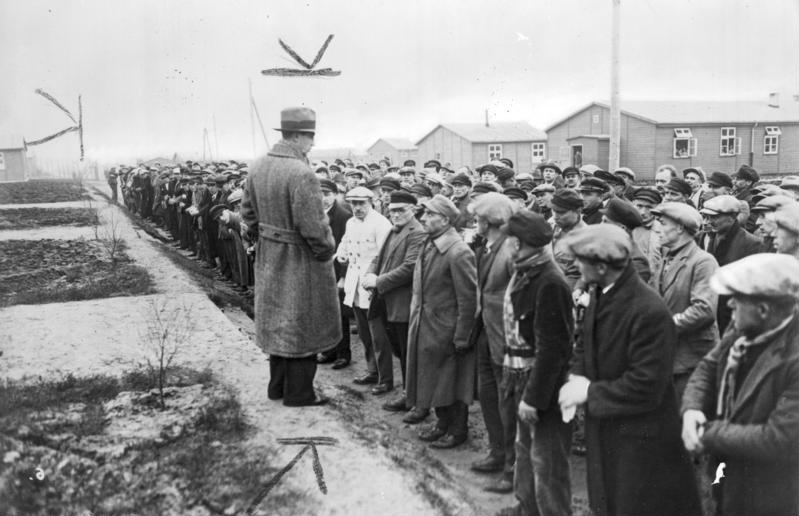
Rudolf Diels fazendo um discurso em dezembro de 1933.

O SS-Oberführer Rudolf Diels (16 de dezembro de 1900 - 18 de novembro de 1957) foi um político alemão e membro do Partido Nazista. Um protegido de Hermann Göring, Diels comandou a Gestapo (a polícia secreta da Alemanha Nazista) de 1933 até 1934.

## Biografia
Rudolf Diels nasceu em Berghaus, Taunus, filho de um fazendeiro. Ele serviu no exército durante a Primeira Guerra Mundial e depois estudou Direito na Universidade de Marburg em 1919. Ele se juntou ao Ministério do Interior prussiano em 1930 e foi promovido a Conselheiro na polícia em 1932, responsável pela repressão politica, tanto de comunistas quanto de nazistas. Quando Adolf Hitler chegou ao poder na Alemanha, Diels era o Chefe da polícia politica prussiana em Berlim.
Quando Göring se tornou ministro na Prússia em 1933, substituindo Karl Severing, ele ficou impressionado com o trabalho de Diels e seu novo comprometimento com o Partido Nazista. Göring o promoveu a Chefe da Polícia Prussiana, departamento 1A, que lidava com crimes politicos, em abril de 1933. O Departamento 1A foi então renomeado para Gestapo. Ele se tornou o principal interrogador de Marinus van der Lubbe no caso do incêndio do Reichstag em 27 de fevereiro de 1933.

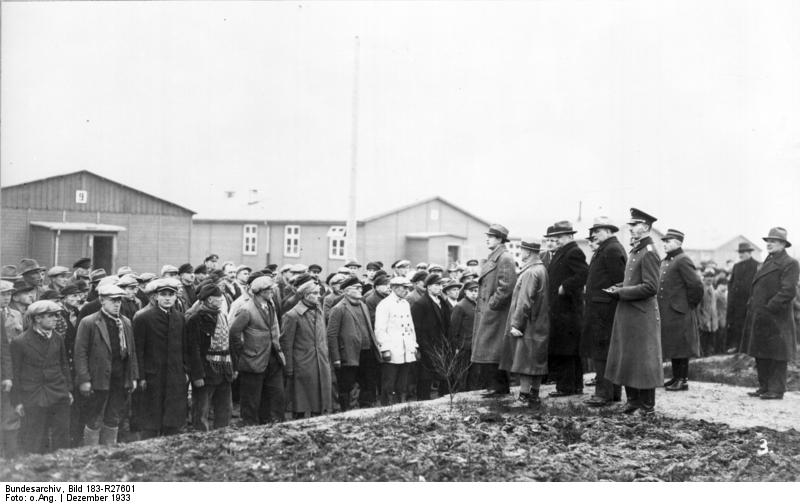
Diels visitando um campo de concentração próximo a Papenburg, em 1933.

Diels logo atraiu a atenção de rivais políticos, incluindo Reinhard Heydrich. Apesar de ter feito parte da série de prisões que ficou conhecido como "Noite das Facas Longas", Diels não obedeceu as ordens de executar alguns prisioneiros e então deixou seu posto por cinco semanas. Quando o controle da Gestapo foi dado a Heinrich Himmler, chefe da SS, ele acabou sendo dispensado do cargo em 1 de abril de 1934. Ele então serviu como Vice-presidente da Polícia de Berlim antes de ser enviado para trabalhar no governo da cidade de Colônia como Regierungspräsident. Ele manteve contato com Göring, se casando com uma prima dele.
Göring o salvou da prisão em várias ocasiões, a mais importante foi em 1940 quando Diels abertamente desobedeceu a ordem de prender vários judeus e, mais tarde, por sua participação no atentado de 20 de julho.
Depois da guerra, ele deu um depoimento para a acusação durante os Julgamentos de Nuremberg mas não foi chamado para depor pelo advogado de defesa de Göring. Ele mais tarde serviu no governo da Baixa Saxônia até 1950 e depois trabalhou no Ministério do Interior até sua aposentadoria em 1953. Ele morreu num acidente enquanto caçava em 1957.